# Stade du Schlossberg
 (avril 2025).
Le Stade du Schlossberg est l'enceinte sportive principale de l'agglomération de Forbach Porte de France. C'est un stade omnisports consacré principalement à l'athlétisme avec l'US Forbach Athlétisme, mais aussi au football avec l'US Forbach, club évoluant en Régional 1.
Le stade est inauguré le 30 septembre 1923 et devient rapidement l'un des stades de football les plus importants de la région Lorraine. L'enceinte est signée par l'architecte Émile Aillaud, travaillant régulièrement en Moselle et à Forbach.
Depuis son ouverture, le stade est l'hôte du club de football de l'US Forbach, qui y dispute ses rencontres.
Le Stade du Schlossberg est sous la propriété de la ville de Forbach.

## Histoire
Le stade du Schossberg a été inauguré le 30 septembre 1923 à l'occasion d'une rencontre amicale entre l'Union sportive de Forbach et le Club français de Paris (2-2) devant plus de 3 000 personnes enthousiastes.
Les frais de construction s'élevaient à 376 000 francs or et furent remboursés en 1939, juste avant la Seconde Guerre mondiale. Le stade, tout comme la ville, a énormément souffert pendant les 118 jours de combat. Il fut remis en état et le 17 mai 1953, l'équipe de Lorraine battait celle de Sarre 4 à 1. 
Le lundi de Pâques 1957, le club local bat devant 7 114 spectateurs le Stade de Reims et allait se lancer dans l'aventure professionnelle (de 1957 à 1966). Pour la première saison, la plus belle, 9 753 assistent à un choc entre les leaders après sept journées (Forbach et les Girondins de Bordeaux) (0 à 0) et l'USF manquera finalement la montée en 1re division pour un point. 
Le stade sera par la suite doté de sa tribune d'honneur actuelle et d'un système d'éclairage. Il ne vibre plus que pour la Coupe de France et dispose à présent d'une capacité de 5 400 places.
Le stade du Schlossberg n'est pas réservé au football. Il dispose d'une piste d'athlétisme et est également utilisé tous les ans pour le meeting international d'athlétisme de Forbach.
La tribune est labellisée « Patrimoine du XXe siècle » en 2013. Ce label est remplacé en 2016 par le label « Architecture contemporaine remarquable ».